# Petra Cetkovská
Petra Cetkovská (Prostějov, 8 de Fevereiro de 1985) é uma ex-tenista profissional tcheca. Suas melhores posições no ranking da WTA foram 25 de simples e 91 de duplas. Possui 2 títulos de duplas na WTA. No circuito ITF, conquistou dezenas de troféus: 23 de simples e 25 de duplas.
Sem jogar desde 2016 - sua última participação foi no ITF de Praga, em julho daquele ano - Cetkovská nunca oficializou a aposentadoria. No entanto, em 2020, declarou ao iROZHLAS, site de seu país, que não tem planos de retornar ao circuito e que a despedida oficial foi prejudicada por problemas físicos.

## Finais

### Circuito WTA
| Categoria             | S   | D   | DM  |
| --------------------- | --- | --- | --- |
| Grand Slam            | 0–0 | 0–0 | 0–0 |
| Fim de temporada      | 0–0 | 0–0 | —   |
| Jogos Olímpicos       | 0–0 | 0–0 | 0–0 |
| WTA Premier Mandatory | 0–0 | 0–0 | —   |
| WTA Tier I            | 0–0 | 0–0 | —   |
| WTA Premier 5         | 0–0 | 0–0 | —   |
| WTA Premier           | 0–1 | 0–0 | —   |
| WTA Tier II           | 0–0 | 0–0 | —   |
| WTA International     | 0–0 | 1–1 | —   |
| WTA Tier III, IV e V  | 0–0 | 1–2 | —   |

| Piso    | S   | D   | DM  |
| ------- | --- | --- | --- |
| duro    | 0–1 | 0–2 | 0–0 |
| saibro  | 0–0 | 2–1 | 0–0 |
| grama   | 0–0 | 0–0 | 0–0 |
| carpete | 0–0 | 0–0 | 0–0 |

#### Simples: 1 (1 vice)
| Status | V–D | Data                 | Torneio                | Cidade/país               | Categoria | Piso | Adversária         | Resultado |
| ------ | --- | -------------------- | ---------------------- | ------------------------- | --------- | ---- | ------------------ | --------- |
| Perdeu | 0–1 | 27 de agosto de 2011 | New Haven Open at Yale | New Haven, Estados Unidos | Premier   | duro | Caroline Wozniacki | 4–6, 1–6  |

#### Duplas: 5 (2 títulos, 3 vices)
| Status | V–D | Data           | Torneio                                  | Cidade/país             | Categoria         | Piso   | Parceira          | Adversárias                                        | Resultado         |
| ------ | --- | -------------- | ---------------------------------------- | ----------------------- | ----------------- | ------ | ----------------- | -------------------------------------------------- | ----------------- |
| Perdeu | 2–3 | Março de 2014  | Abierto Mexicano Telcel                  | Acapulco, México        | WTA International | duro   | Iveta Melzer      | Kristina Mladenovic Galina Voskoboeva              | 3–6, 6–2, [5–10]  |
| Venceu | 2–2 | Abril de 2012  | Grand Prix SAR La Princesse Lalla Meryem | Fez, Marrocos           | WTA International | saibro | Alexandra Panova  | Irina-Camelia Begu Alexandra Cadanțu               | 3–6, 7–65, [11–9] |
| Perdeu | 1–2 | Agosto de 2008 | Nordea Nordic Light Open                 | Estocolmo, Suécia       | WTA Tier IV       | duro   | Lucie Šafářová    | Iveta Benešová Barbora Záhlavová-Strýcová          | 5–7, 4–6          |
| Perdeu | 1–1 | Março de 2008  | Abierto Mexicano Telcel                  | Acapulco, México        | WTA Tier III      | saibro | Iveta Benešová    | Nuria Llagostera Vives María José Martínez Sánchez | 2–6, 4–6          |
| Venceu | 1–0 | Maio de 2007   | ECM Prague Open                          | Praga, República Tcheca | WTA Tier IV       | saibro | Andrea Hlaváčková | Ji Chunmei Sun Shengnan                            | 7–67, 6–2         |

### Circuito ITF

#### Simples: 36 (23 títulos, 13 vices)
| Status | V–D   | Data             | Cidade/país                   | Categoria | Piso   | Adversária                  | Resultado      |
| ------ | ----- | ---------------- | ----------------------------- | --------- | ------ | --------------------------- | -------------- |
| Venceu | 23–13 | Agosto de 2015   | Varsóvia, Polônia             | 75.000    | saibro | Jeļena Ostapenko            | 3–6, 7–5, 6–2  |
| Perdeu | 22–13 | Julho de 2015    | Olomouc, República Tcheca     | 50.000    | saibro | Barbora Krejčíková          | 6–3, 4–6, 56–7 |
| Venceu | 22–12 | Julho de 2014    | Olomouc, República Tcheca     | 50.000    | saibro | Denisa Allertová            | 3–6, 6–1, 6–4  |
| Perdeu | 21–12 | Julho de 2011    | Pétange, Luxemburgo           | 100.000   | duro   | Mathilde Johansson          | 5–7, 3–6       |
| Perdeu | 21–11 | Junho de 2011    | Nottingham, Reino Unido       | 100.000   | grama  | Elena Baltacha              | 5–7, 3–6       |
| Perdeu | 21–10 | Abril de 2011    | Johanesburgo, África do Sul   | 100.000   | duro   | Valeria Savinykh            | 1–6, 2–6       |
| Venceu | 21–9  | Abril de 2011    | Monzón, Espanha               | 50.000    | duro   | Kirsten Flipkens            | 5–7, 6–4, 6–2  |
| Venceu | 20–9  | Outubro de 2010  | Jounieh, Líbano               | 100.000+H | saibro | Mathilde Johansson          | 6–1, 6–3       |
| Venceu | 19–9  | Julho de 2010    | Mont-de-Marsan, França        | 25.000    | saibro | Elitsa Kostova              | 6–2, 6–2       |
| Venceu | 18–9  | Junho de 2010    | Périgueux, França             | 25.000    | saibro | Margalita Chakhnashvili     | 2–6, 6–1, 6–1  |
| Venceu | 17–9  | Maio de 2008     | Saint-Gaudens, França         | 50.000    | saibro | María José Martínez Sánchez | 6–4, 6–4       |
| Venceu | 16–9  | Maio de 2008     | Bucareste, Romênia            | 50.000    | saibro | Sorana Cîrstea              | 7–65, 7–63     |
| Venceu | 15–9  | Julho de 2007    | Zwevegem, Bélgica             | 25.000    | saibro | Lenka Wienerová             | 6–1, 5–7, 6–0  |
| Venceu | 14–9  | Julho de 2007    | Felixstowe, Reino Unido       | 25.000    | grama  | Neuza Silva                 | 6–2, 6–4       |
| Perdeu | 13–9  | Julho de 2007    | Valladolid, Espanha           | 25.000    | duro   | Nuria Llagostera Vives      | 36–7, 6–1, 3–6 |
| Perdeu | 13–8  | Maio de 2007     | Saint-Gaudens, França         | 50.000    | saibro | Tatiana Perebiynis          | 7–5, 5–7, 5–7  |
| Venceu | 13–7  | Março de 2007    | Tenerife, Espanha             | 25.000    | duro   | Angelique Kerber            | 7–5, 5–7, 7–65 |
| Perdeu | 12–7  | Março de 2007    | Las Palmas, Espanha           | 25.000    | duro   | Angelique Kerber            | 2–6, 6–1, 4–6  |
| Perdeu | 12–6  | Outubro de 2007  | Batumi, Géorgia               | 25.000    | duro   | Ágnes Szatmári              | 3–6, 3–6       |
| Perdeu | 12–5  | Maio de 2006     | Antália, Turquia              | 25.000    | saibro | Romina Oprandi              | 3–6, 5–7       |
| Venceu | 12–4  | Abril de 2006    | Dubai, Emirados Árabes Unidos | 10.000    | duro   | Kateryna Herth              | 1–6, 7–66, 6–2 |
| Venceu | 11–4  | Outubro de 2005  | Lagos, Nigéria                | 25.000    | duro   | Anne Keothavong             | 3–6, 6–3, 6–2  |
| Venceu | 10–4  | Setembro de 2005 | Ibaraki, Japão                | 25.000    | duro   | Erika Takao                 | 2–6, 7–5, 6–3  |
| Venceu | 9–4   | Agosto de 2005   | Kędzierzyn-Koźle, Polônia     | 25.000    | saibro | Natalia Gussoni             | 3–6, 6–4, 6–3  |
| Venceu | 8–4   | Agosto de 2005   | Gdynia, Polônia               | 10.000    | saibro | Agnieszka Radwańska         | 6–3, 6–4       |
| Venceu | 7–4   | Julho de 2005    | Zwevegem, Bélgica             | 10.000    | saibro | Stefania Chieppa            | 6–4, 6–2       |
| Venceu | 6–4   | Maio de 2005     | Tenerife, Espanha             | 25.000    | duro   | Carla Suárez Navarro        | 06–7, 6–3, 6–1 |
| Perdeu | 5–4   | Março de 2005    | Grã-Canária, Espanha          | 10.000    | duro   | Carla Suárez Navarro        | 6–2, 4–6, 3–6  |
| Perdeu | 5–3   | Agosto de 2004   | Jesi, Itália                  | 10.000    | duro   | Rita Degliesposti           | 3–6, 2–6       |
| Perdeu | 5–2   | Agosto de 2004   | Gdynia, Polônia               | 10.000    | saibro | Karolina Kosińska           | 3–6, 2–6       |
| Venceu | 5–1   | Agosto de 2003   | Sezze, Itália                 | 10.000    | saibro | Hanna Nooni                 | 56–7, 6–3, 6–2 |
| Perdeu | 4–1   | Agosto de 2002   | Aosta, Itália                 | 25.000    | saibro | Natalia Gussoni             | 0–6, 2–6       |
| Venceu | 4–0   | Junho de 2002    | Tallinn, Estônia              | 25.000    | saibro | Tiffany Davis               | 6–3, 4–6, 6–1  |
| Venceu | 3–0   | Março de 2002    | Atenas, Grécia                | 10.000    | saibro | Tina Hergold                | 6–3, 6–2       |
| Venceu | 2–0   | Novembro de 2001 | Stupava, Eslováquia           | 10.000    | duro   | Joanna Sakowicz-Kostecka    | 6–1, 6–4       |
| Venceu | 1–0   | Abril de 2001    | Hvar, Croácia                 | 10.000    | saibro | Sanda Mamić                 | 6–3, 6–1       |

#### Duplas: 40 (25 títulos, 15 vices)
| Status | V–D   | Data              | Cidade/país                         | Categoria | Piso           | Parceira                 | Adversárias                                        | Resultado         |
| ------ | ----- | ----------------- | ----------------------------------- | --------- | -------------- | ------------------------ | -------------------------------------------------- | ----------------- |
| Venceu | 25–15 | Julho de 2014     | Olomouc, República Tcheca           | 50.000    | saibro         | Renata Voráčová          | Barbora Krejčíková Aleksandra Krunić               | 6–2, 4–6, [10– 7] |
| Perdeu | 24–15 | Outubro de 2012   | Nantes, França                      | 50.000    | duro           | Renata Voráčová          | Catalina Castaño Mervana Jugić-Salkić              | 4–6, 4–6          |
| Venceu | 24–14 | Junho de 2011     | Nottingham, Reino Unido             | 100.000   | grama          | Eva Birnerová            | Regina Kulikova Evgeniya Rodina                    | 6–3, 6–2          |
| Venceu | 23–14 | Maio de 2011      | Praga, República Tcheca             | 100.000   | saibro         | Michaëlla Krajicek       | Lindsay Lee-Waters Megan Moulton-Levy              | 6–2, 6–1          |
| Venceu | 22–14 | Outubro de 2010   | Jounieh, Líbano                     | 100.000   | saibro         | Renata Voráčová          | Eva Birnerová Andreja Klepač                       | 7–5, 6–2          |
| Venceu | 21–14 | Setembro de 2010  | Saint-Malo, França                  | 100.000   | saibro         | Lucie Hradecká           | Mariya Koryttseva Raluca Olaru                     | 6–4, 6–2          |
| Venceu | 20–14 | Junho de 2010     | Estetino, Polônia                   | 25.000    | saibro         | Eva Hrdinová             | Veronika Kapshay Justine Ozga                      | 7–65, 6–3         |
| Perdeu | 19–14 | Maio de 2010      | Praga, República Tcheca             | 50.000    | saibro         | Eva Hrdinová             | Ksenia Lykina Maša Zec Peškirič                    | 3–6, 4–6          |
| Venceu | 19–13 | Maio de 2010      | Jounieh, Líbano                     | 50.000    | saibro         | Renata Voráčová          | Ksenia Milevskaya Lesia Tsurenko                   | 6–4, 6–2          |
| Perdeu | 18–13 | Outubro de 2009   | Istambul, Turquia                   | 25.000    | duro (coberto) | Renata Voráčová          | Nina Bratchikova Ksenia Palkina                    | w.o.              |
| Perdeu | 18–12 | Julho de 2009     | Cuneo, Itália                       | 100.000   | saibro         | Mathilde Johansson       | Akgul Amanmuradova Darya Kustova                   | 7–5, 1–6, [7–10]  |
| Venceu | 18–11 | Outubro de 2008   | Poitiers, França                    | 100.000   | duro (coberto) | Lucie Šafářová           | Akgul Amanmuradova Monica Niculescu                | 6–4, 6–4          |
| Venceu | 17–11 | Maio de 2008      | Bucareste, Romênia                  | 50.000    | saibro         | Hana Šromová             | Sorana Cîrstea Ágfnes Szatmári                     | 6–4, 7–5          |
| Perdeu | 16–11 | Outubro de 2007   | Joué-lès-Tours, França              | 50.000    | duro (coberto) | Barbora Strýcová         | Klaudia Jans-Ignacik Alicja Rosolska               | 3–6, 5–7          |
| Perdeu | 16–10 | Julho de 2007     | Les Contamines-Montjoie, França     | 25.000    | duro           | Sandra Záhlavová         | Anastasia Pavlyuchenkova Yanina Wickmayer          | w.o.              |
| Venceu | 16–9  | Abril de 2007     | Calvià, Espanha                     | 25.000    | saibro         | Andrea Hlaváčková        | Arantxa Parra Santonja María José Martínez Sánchez | 7–5, 6–4          |
| Venceu | 15–9  | Março de 2007     | La Palma, Espanha                   | 25.000    | duro           | Andrea Hlaváčková        | Arantxa Parra Santonja Melanie South               | 6–3, 6–2          |
| Perdeu | 14–9  | Março de 2007     | Tenerife, Espanha                   | 25.000    | duro           | Veronika Chvojková       | Andrea Hlaváčková Margit Rüütel                    | 3–2, ab.          |
| Venceu | 14–8  | Fevereiro de 2007 | Praga, República Tcheca             | 25.000    | duro (coberto) | Veronika Chvojková       | Katarína Kachlíková Lenka Tvarošková               | 6–2, 6–3          |
| Venceu | 13–8  | Outubro de 2006   | Batumi, Geórgia                     | 25.000    | duro           | İpek Şenoğlu             | Vasilisa Davydova Marina Shamayko                  | 6–4, 3–6, 6–4     |
| Venceu | 12–8  | Maio de 2006      | Caserta, Itália                     | 25.000    | saibro         | Sandra Záhlavová         | Silvia Disderi Valentina Sulpizio                  | 6–2, 6–0          |
| Venceu | 11–8  | Março de 2006     | Abu Dhabi, Emirados Árabes Unidos   | 10.000    | duro           | Andreja Klepač           | Katerina Avdiyenko Kristina Grigorian              | 6–1, 6–3          |
| Perdeu | 10–8  | Agosto de 2005    | Gardone Val Trompia, Itália         | 10.000    | saibro         | Mandy Minella            | María Corbalán Sonia Iacovacci                     | w.o.              |
| Perdeu | 10–7  | Julho de 2005     | Zwevegem, Bélgica                   | 10.000    | saibro         | Gabriela Velasco Andreu  | Leslie Butkiewcz Caroline Maes                     | 3–6, 2–6          |
| Perdeu | 10–6  | Junho de 2005     | Davos, Suíça                        | 10.000    | saibro         | Sandra Martinović        | Zuzana Hejdová Andrea Petkovic                     | 3–6, 2–6          |
| Venceu | 10–5  | Junho de 2005     | Vaz/Obervaz, Suíça                  | 10.000    | saibro         | Martina Lautenschläger   | Diana Vrânceanu Eva-Maria Hoch                     | 6–0, 6–3          |
| Perdeu | 9–5   | Maio de 2005      | Monzón, Espanha                     | 25.000    | duro           | Gabriela Velasco Andreu  | Olena Antypina Surina De Beer                      | 5–7, 5–7          |
| Venceu | 9–4   | Fevereiro de 2005 | Las Palmas, Espanha                 | 10.000    | duro           | Katia Sabate             | Bibiane Schoofs Laura Vallverdu-Zaira              | 56–7, 6–3, 6–1    |
| Venceu | 8–4   | Fevereiro de 2005 | Maiorca, Espanha                    | 10.000    | saibro         | Olga Brózda              | Adriana Gonzalez-Peñas Romina Oprandi              | 6–3, 6–4          |
| Venceu | 7–4   | Novembro de 2004  | Cairo, Egito                        | 10.000    | saibro         | Pauline Parmentier       | Galina Fokina Raissa Gourevitch                    | 6–4, 6–2          |
| Venceu | 6–4   | Setembro de 2004  | Jounieh, Líbano                     | 50.000    | duro           | Hana Šromová             | Nuria Llagostera Vives Frederica Piedade           | 6–4, 6–2          |
| Venceu | 5–4   | Setembro de 2004  | Durmersheim, Alemanha               | 10.000    | saibro         | Janette Bejlková         | Carmen Klaschka Imke Kusgen                        | 6–3, 7–64         |
| Perdeu | 4–4   | Junho de 2003     | Vaduz, Liechtenstein                | 25.000    | saibro         | Jana Hlaváčková          | Zsófia Gubacsi Zuzana Hejdová                      | 4–6, 4–6          |
| Perdeu | 4–3   | Maio de 2003      | Biograd na Moru, Croácia            | 10.000    | saibro         | Paulina Slitrová         | Mervana Jugić-Salkić Darija Jurak                  | 4–6, 4–6          |
| Perdeu | 4–2   | Outubro de 2002   | Hallandale Beach, Estados Unidos    | 25.000    | duro           | Barbora Strýcová         | Gisela Dulko Milagros Sequera                      | 2–6, 5–7          |
| Venceu | 4–1   | Junho de 2002     | Tallinn, Estônia                    | 25.000    | saibro         | Joanna Sakowicz-Kostecka | Petra Rüssegger Stefanie Weis                      | 6–2, 4–6, 6–4     |
| Venceu | 3–1   | Abril de 2002     | Makarska, Croácia                   | 10.000    | saibro         | Tina Hergold             | Daniela Casanova Marijana Kovačević                | 7–5, 6–2          |
| Perdeu | 2–1   | Novembro de 2001  | Stupava, Eslováquia                 | 10.000    | duro (coberto) | Libuše Průšová           | Galina Fokina Eszter Molnár                        | 3–6, 4–6          |
| Venceu | 2–0   | Abril de 2001     | Cavtat, Croácia                     | 10.000    | saibro         | Pavlina Tichá            | Natasha Galouza Lotty Seelen                       | 6–2, 6–1          |
| Venceu | 1–0   | Agosto de 2000    | Valašské Meziříčí, República Tcheca | 10.000    | saibro         | Pavlina Tichá            | Petra Plačková Andrea Plačková                     | 6–4, 6–2          |